# Діва Монро
Діва Монро, вона ж «Невгамовна Монро», «Монрітта» (нар. 13 січня 1978, Київ) — українська телеведуча, акторка, співачка, блогерка, громадська діячка та шоувумен, що першою ввела в загальноукраїнську термінологію поняття травесті-діва та перша артистка, що відкрито заявила про себе, як про трансгендерну представницю шоу-бізнесу в Україні.[джерело?]

## Біографія

### Ранні роки
Народилася 1978 року в місті Києві в родині інженерів. Ім'я при народженні — Олександр Петрович Федяєв. Батько — Федяєв Петро (1938 р.н.), мати — Алла (1941 р.н.). Є брат Олексій (1976 р.н.). 1994 року закінчила середню школу, а 2000 року — КНУ ім. Шевченка за спеціальністю магістр хімії високомолекулярних сполук.

### Початок кар'єри
1999—2000 — була першою ведучою шоу-програм гей-клубу «Клітка» на Печерську. У 2000—2002 рр. — Монро-ведуча і перформерка у нічному клубі «Hollywood» (у 2004 перейменований на «Freedom», Монро дає тут ряд вистав та шоу).
Весною 2001 року відбулося створення першого і єдиного професійного колективу травесті-артистів «Фабрика Зірок». Колектив представив свою першу програму «Жінками не народжуються — жінками стають». До «Фабрики» увійшли Мерлін (Олександр Федяєв), Єва Желанная (Сергій Мангасарян), Айседора Вулкан (Сергій Бакликов) та Джозефіна Аборт (Сергій Королевський, згодом помер). Проєкт «Фабрика Зірок» був названий найкращим у номінації «Суботній вечір у Голлівуді» і виступив більш ніж у 50 клубах країни. У 2002 році травесті-група «Фабрика звёзд» була перейменована в травесті-шоу «Фабрика грёз» (на зразок однойменного московського шоу). Після того, як із групи вибули Айседора Вулкан (Сергій Бакликов) та Джозефіна Аборт, новими учасниками колективу з грудня 2002 року були травесті-артисти Прісцілла Готьє (Вячеслав Величаєв) та Роксана Ксовьє, або Роксі Карамель (Роман Шевченко, у 2000—2010 рр. — резидент гей-клубу «Совок»). Але у 2004 році колектив розпався.
2001—2004 — Монро зі своїм колективом проводить 500 клубних концертів, бере участь у концертах Ірини Білик (2001) і Таїсії Повалій (2003). Репрезентувала на той час російськомовну культуру України.
За 2001—2004 рр. Монро спільно зі своїм колективом дає більше 500 концертів по всій Україні, в основному в гей-клубах та гей-френдлi закладах. Так само в цей період Монро бере участь у сольних концертах Народних артисток Ірини Білик (у 2001 р.) і Таїсії Повалій (у 2003 р.).
У 2003—2005 рр. Монро регулярно була учасницею конкурсу «Мисс травести Россия».
У травні 2003 року відбулося відродження одного з найпопулярніших шоу нічних клубів середини 90-х «Міс Травесті». Конкурс проводився під час фестивалю еротичних мистецтв в рамках 2-ї міжнародної виставки «Ерос Москва». На конкурсi Монро прославилася, як переможниця в номiнацiї «Лучшая в разговорном жанре», а титул «мiс» завоював артист Тося Гром з Iжевська, з групою «Ночные королевы». Друге мiсце здобув колектив «Райские птицы» з Москви: Гертруда (Гена Атонюк), Заза Наполі (Влад Казанцев), Сильвана Бомбаніні (Андрiй Морозов), Аладора Беранже (Андрiй Цимбалов).
У травні 2004 року Монро стала володарем гран-прі травесті-конкурсу «Королева без изъяна», проведеного в рамках першого загальномолдавського гей-прайду «Райдуга над Дністром», що проходив у м. Кишинів. Артистка отримала титул «Мисс Совершенство — 2004», виступивши під іменем «Мері Стронг».
В жовтнi 2004 р. відбувся черговий Всеросійський конкурс краси і таланту «Мисс травести Россия-2004». Разом з Монро в конкурсi брав участь її екс-колега та продюсер по гурту «Фабрика звёзд», травестi-артист Джозефiна (Iгор Бондаренко), який на той час уже перебрався з Києва у Москву. Але переможцем став травестi-артист Дiва Ланда з Нальчика, а титул вiце-мiс завоював учасник колективу «Райские птицы» Гертруда (Геннадiй Антонюк).
Наступний конкурс «Мисс травести Россия» пройшов у лютому 2006 р. в московському гей-клубi «Душа и тело» («Шанс»). Переможцем став артист Дуся Танкер з Москви. Монро завоювала титул вiце-мiс, а також була визнана переможницею в номiнацiї «Самая сексуальная»..
У 2005—2006 рр. Монро була артдиректором гей-клубу «Андрогін», але вже у 2006 році перейшла у новостворений гей-клуб «Помада», у 2007 році — ведуча авторської щотижневої рубрики «Вся в Сексі» у журналі «10 днів». Але вже у 2006 р. перейшов у новостворений гей-клуб «Помада», де арт-директором був Гнатенко Костянтин Володимирович.
У 2007—2008 рр. року співпрацює із епатажним танцювальним колективом Фрік-Балет під керівництвом Слави Богданцева. Балет створений компанією TUARON разом із Anton Sova.
У 2008—2009 рр. проводиться щотижневе «Шоу Монро» в найтоповішому клубі Києва «Арена», за участі Монро створено мюзикл «Lady's» У 2007—2010 рр. — Монро активно завойовує інтернет-простір своїм блогом на сайті «TabloiD». У 2009—2010 — проводиться щотижневе «Шоу Монро» у нічному клубі «Barsky» (нині «Skybar»).
Спочатку продюсером Монро був арт-директор Дмитро Руденко. У 2008 р. директором Монро стала продюсер Пасевіна Наталія Олександрівна, 1981 р. н., киянка. З того часу Монро стала частіше «світитися» в ЗМІ.
Я ніколи не шкодувала грошей на зовнішній вигляд, на свої сценічні костюми. Мої програми завжди до такої міри відрепетирувано, що і причепитися ні до чого. Взагалі, порівнюю себе з феєрверком: всі на мене дивляться, радіють. Я вмію зробити свято. Завжди знайдеться третина залу, яка мене обожнює, третина — яка просто прийшла повеселитися, і третина — якій однаково. Ось останніх і потрібно завойовувати. Тому придумала собі вітання: «Добрий вечір, пані, добрий вечір, панове, добрий вечір ті, хто не визначився!» Це моментально викликає сміх і інтерес (…) Звичайно, були і вигуки із залу з образами, і нерозуміння, і подив. Сьогодні я популярна, але прекрасно розумію, що подобаюся далеко не всім. Хтось заздрить, хтось мене не сприймає. Я не нав'язую: такі люди завжди можуть перемкнути канал, на якому мене показують, або взагалі вимкнути телевізор. А можуть і спробувати розібратися, хто перед ними і що я намагаюся показати. Діва Монро
Після кривавого вбивства свого найкращого друга-гея, ресторатора та частого гостя клубу «Андрогін» Дмитра Глянцева (справжнє ім'я Дмитро Кандиба, уродженець Харкова), що сталося 29 березня 2009 року на ґрунті ненависті, Діва Монро закликає усіх не заводити випадкових зв'язків і ніколи не запрошувати незнайомців до себе додому.
Потрібно виступати або на сцені, або в ліжку, одне з іншим не в'яжеться! Те, що я маю в своєму житті, отримала власною працею. Хоча подарунки, безумовно, були, і досить дорогі. А багато чого з подарованого у мене потім так само відкрито забирали! Взагалі, дорогі подарунки завжди зобов'язують. Діва Монро

### З 2010
13 січня 2010 року Монро презентує арткалендар «13 місяців Монро». У 2010 році Монро — ведуча щотижневої передачі «Розмови про це..» на першому жіночому каналі «Maxi-TV». В ефір вийшло 20 випусків. Також Монро наповнювала авторську колонку в журналі «Бігуді».
У 2010—2012 рр. Монро — ведуча щотижневих «Девичников с Монро» у нічному клубі «Калинка-Малинка».
У 2010—2011 рр. — інтернет-проєкт «Шопінг із Монро» на порталі «tochka.net», ведуча. Брала участь у благодійних фотопроєктах «Зірки сміються», «Зірки читають». Липень 2011 р. — Початок сольної співочої кар'єри, прем'єра дебютного синглу «DUSHKA», вихід пісень «МоХітто», «Ніч».
У 2012 та 2013 році Діва Монро вела власне нічне «ШоуМонроУ» на телеканалі К1, де мала розмови з гостями на найделікатніші теми. Це телешоу розтягнулося на 2 сезони, попри не дуже високі рейтинги. Було відзнято 50 випусків.
2008—2012 — Монро взяла участь у телепроєктах «Легко бути жінкою», «Розбір польотів», «Всі свої», «Тільки правда», «Маша і моделі», «Хто проти блондинок», «Шури-Амури» «Велика різниця», «Шоуманія», «Говорить Україна», «Про життя» та інші. У 2013 році — записала дует з Артуром Боссо «Дай мне быть с тобой».
22 квітня 2016 — на «Книжковому Арсеналі» презентувала дебютну російськомовну книгу «Хорошо, что я не баба». Видавництво «Vivat Publishing».
У січні 2016 — запускає YouTube канал «Неугомонная Монро».
На свій день народження 13 січня 2017 року презентує пісню та кліп «Хорошо, что я не баба».
У 2020 році була співведучою на онлайн-трансляції 92-ї церемонії вручення кінопремії Оскар.
З січня 2020 року є співведучою у програмі «Зірковий шлях» на каналі «Україна». До того вела невелику рубрику у цій же програмі, що називалася «В пику від Монро».
14 серпня 2020 року разом із Льошею Донцовим випустила кліп «Капітан».

## Громадська діяльність
Говорячи про свою належність до ЛГБТ, та про питання самоідентифікації, Монро зауважила: «Вопрос самоидентификации возник где-то в 18 лет, когда информация касаемо всего, что связано с приставкой „транс“ стала появляться в прессе и на ТВ. Но один поход к психологу все расставил на свои места. Он спросил: „Вам нравиться свое тело?“ Я ответила „Да“ и успокоилась, значит, точно не трансексуал. В последствии мной же был сформирован образ травести-дивы Монро, женщины не от рождения, а по призванию. Этот образ постепенно растворился в повседневной жизни и позволяет комфортно себя чувствовать везде. Я отдаю себе отчет, что паспорт и физиология у меня мужская, но в душе ощущаю себя Королевой Красоты». Говорячи про помаранчевий майдан та євромайдан, та про свою громадську позицiю, Монро заявила: «Оранжевая революция… В тот момент я постоянно выступала в клубе в „Пассаже“ (это самый центр Киева) и лицезрела все своими глазами и днем и ночью. Дальше пережила кризис нулевых, и это я перечислила только знаковые для Украины события, так что Евромайдану не удивилась, а скорее не поверила, что может что-то измениться…»
Монро закликає українських геїв та лесбійок серед знаменитостей публічно робити камінг-аут та не соромитися своєї орієнтації. З перемогою майдану в 2014 р., Монро заявила наступне: «Коммунистическая партия и „Украинский выбор“ Медведчука надо запретить, потому что они лозунгами вбивали в людей какие-то фальшивые понятия. Но если вы изначально агрессивно настроены и свой гомосексуализм ставите превыше всего, то, конечно же, у вас будут проблемы. Не нужно устраивать провокационные моменты».
Колись я вела таке саме подвійне життя, як багато хто з моїх знайомих. «Шифрувалася», не відповідала на запитання, які мені ставили, а також відводила очі, якщо на мене криво дивилися. Я вам навела елементарні приклади, які супроводжують життя будь-якої людини, що відрізняється від усіх. А потім у якийсь момент я зрозуміла, що Монро — королева краси, розумниця, гідна більшого, кращого, і у неї це буде! Така переоцінка, звісно, відбулася не одного прекрасного дня — проводилась щоденна робота над собою, і у фіналі я отримала результат. (Діва Монро)
Монро виступає за дотримання основних прав людини і демократичних свобод в Україні, зокрема за толерантне ставлення до представників ЛГБТ та законодавчі зміни, які б закріпили та захистили права не тільки сексуальних меншин, але і усіх українців.
Говорячи про ЛГБТ серед шоубiзнесу, Монро зауважила: «Если по статистике человечества из всех людей 5-7 % — это люди нетрадиционной сексуальной ориентации, то из этого можно судить и о среде политиков. Все прекрасно знают, что и в Верховной Раде, и в политическом бомонде, и среди бизнесменов есть геи и лесбиянки. Есть такие, кто просто сексуально раскрепощен. Они просто этого не афишируют. Нам всем нужно просто успокоиться и понять, что геи — это не пример в лице Моисеева, Пенкина и Бориса Апреля. Это обычные люди, которые живут простой жизнью, любя себе подобных. Я лично знаю многих, которые просто молчат об этом. Если называть их имена, то читатели не поверят. Но я не назову их, это личное дело каждого. Некоторые певицы живут с женщинами. Но создают легенды про ухажеров и женихов, чтобы заработать на этом (…) А для тех, кто еще сомневается, я бы хотела отметить, что геями и лесбиянками не становятся, — ими рождаются. Но есть и такие люди, которые просто хотят испробовать все. Чтобы определить свою ориентацию, задайте вопрос: с кем я хочу создать семью? Не фальшивую, для прикрытия. А именно к кому лежит душа. Тело всегда ответит на вопрос о том, кто вас возбуждает. Об этом не нужно кричать, просто знайте.»
Монро у 2014 р. виступила як патріот України, засудила гомофобний курс самопроголошеного глави кримського уряду Аксьонова, та не визнала анексію Криму. Шимко довгий час самостійно вивчає українську мову
Артистці доводиться змінювати свою зовнішність для ідентифікації особи, наприклад на виборах.

## Фільмографія

### Кіно
- «Свінгери 2» (комедійний фільм, 2019)
- «Королеви радості» (документальний фільм, 2025)

## Відеографія

### У складі гурту «TOBIZDA»
| Рік  | Кліп                      | Режисер              |
| ---- | ------------------------- | -------------------- |
| 2020 | «Капітан» feat. Art Demur | -                    |
| 2021 | «Я Хочу ТрамПамПа»        | Льоша Донцов і Монро |

## Особисте життя
У вересні 2021 року стало відомо, що Монро захворіла на коронавірус.
У 2024 році змінила прізвище з «Федяєв» на «Монро». У тому ж році добровільно стала на військовий облік.

### Статті у ЗМІ
- Монро: «Мене 15 років питають чи не важко мені ходити на підборах» [Архівовано 28 травня 2015 у Wayback Machine.]
- Монро: як народилася я — травесті-діва Монро [Архівовано 23 вересня 2014 у Wayback Machine.]
- День народження у Польщі [Архівовано 28 травня 2015 у Wayback Machine.]
- Монро — усі президенти [Архівовано 28 травня 2015 у Wayback Machine.]
- Монро звернулася до українських ЛГБТ
- Майкл Щур робит інтерв'ю з Дівов Монро
- Травесті-діва Монро в програмі «Люди. Hard Talk» [Архівовано 28 травня 2015 у Wayback Machine.]